# Kirkwhelpington
Kirkwhelpington est un village et une paroisse civile du Northumberland, en Angleterre.